# Monaeses brevicaudatus
Monaeses brevicaudatus là một loài nhện trong họ Thomisidae.
Loài này thuộc chi Monaeses. Monaeses brevicaudatus được Ludwig Carl Christian Koch miêu tả năm 1874.